# زبان اشاره لسوتو
زبان اشاره لسوتو یکی از گونه‌های زبان اشاره آفریقای جنوبی است که توسط جامعه ناشنوایان در کشور لسوتو استفاده می‌شود. این زبان به‌عنوان یک ابزار ارتباطی اصلی برای افراد ناشنوا در لسوتو به‌کار می‌رود و از نظر ریشه و ساختار به زبان اشاره آفریقای جنوبی نزدیک است.
با اینکه زبان اشاره لسوتو هنوز به‌طور رسمی در قوانین این کشور به‌عنوان یکی از زبان‌های ملی یا رسمی به رسمیت شناخته نشده، اما در حوزه آموزش و خدمات اجتماعی، به‌ویژه برای افراد دارای ناتوانی شنوایی، مورد استفاده و حمایت قرار دارد.